# Мануэл-Виторину
Мануэл-Виторину (порт. Manoel Vitorino) — муниципалитет в Бразилии, входит в штат Баия. Составная часть мезорегиона Юго-центральная часть штата Баия. Входит в экономико-статистический микрорегион Витория-да-Конкиста. Население составляет 16 470 человек на 2006 год. Занимает площадь 2400,228 км². Плотность населения — 6,9 чел./км².

## Статистика
- Валовой внутренний продукт на 2003 год составляет 30 513 914,00 реалов (данные: Бразильский институт географии и статистики).
- Валовой внутренний продукт на душу населения на 2003 год составляет 1840,74 реалов (данные: Бразильский институт географии и статистики).
- Индекс развития человеческого потенциала на 2000 год составляет 0,588 (данные: Программа развития ООН).